# ماتسویی مونه‌نوبو
ماتسویی مونه‌نوبو، ماتسویی گوهاچیرو (به ژاپنی: 松井 宗信 Matsui Munenobu); ۱ ژانویهٔ ۱۵۱۵ – ۱۲ ژوئن ۱۵۶۰) بود که به خاندان ایماگاوا خدمت می‌کرد. وی در نبرد اوکه‌هازاما کشته شد.